# Stepan
Stepan (ucraniano: Сте́пань) es un asentamiento de tipo urbano de Ucrania perteneciente al raión de Sarny en la óblast de Rivne.
En 2019, el asentamiento tenía una población de 4160 habitantes. Es sede de un municipio que incluye, además del propio asentamiento de Stepan, nueve pueblos que suman casi tres mil habitantes más: Volosha, Hrúshivka, Dvirets, Kalýnivka, Kúzmivka, Mélnytsia, Pidhírnyk, Trudy y Yáblunka.
Es uno de los asentamientos más antiguos de Polesia, ya que en la Edad Media era una importante fortificación y punto comercial de la rus de Kiev. Se conoce la existencia del asentamiento en documentos desde 1290. En 1682, cuando el pueblo era propiedad de la familia noble Radziwiłł, Juan III Sobieski le concedió el derecho a organizar dos ferias al año. El pueblo, que tuvo una considerable población judía en el contexto histórico de la Zona de Asentamiento, se incorporó en 1917 a la República Popular Ucraniana, en 1921 a la Segunda República Polaca y en 1939 a la RSS de Ucrania. Cuando esta última fue atacada por los invasores alemanes en los años posteriores, los invasores crearon un gueto en el pueblo donde asesinaron a tres mil judíos. En 1960, la Unión Soviética le dio el estatus de asentamiento de tipo urbano.
Se ubica a orillas del río Horýn, unos 20 km al suroeste de Sarny sobre la carretera T1817 que lleva a Klevan.